# Michael Münnich
Michael Münnich (* 7. Dezember 1961; † 29. Mai 2024) war ein deutscher Radrennfahrer und nationaler Meister im Radsport.

## Sportliche Laufbahn
Münnichs war im Straßenradsport und im Bahnradsport aktiv. Sein erster größerer Erfolg war der Sieg im traditionsreichen Rennen Rund um den Scharmützelsee 1980. 1982 wurde er DDR-Meister im Mannschaftszeitfahren mit seinen Vereinskameraden Bernd Drogan, Detlef Ernst und Frank Jesse vom SC Cottbus. 1983 gewann er die Winterbahnmeisterschaft in der Mannschaftsverfolgung (u. a. mit Volker Winkler). Er war dreimal am Start der DDR-Rundfahrt, schied jedoch aus den Etappenrennen aus. 1985 beendete er seine Laufbahn.

## Familiäres
Münnich war der Vater des BMX-Fahrers Meik Münnich.